# Maquilingia hirticeps
Maquilingia hirticeps är en tvåvingeart som beskrevs av Malloch 1929. Maquilingia hirticeps ingår i släktet Maquilingia och familjen lövflugor. Inga underarter finns listade i Catalogue of Life.